# Parasynegia borbachoides
Parasynegia borbachoides är en fjärilsart som beskrevs av W. Warren 1896. Parasynegia borbachoides ingår i släktet Parasynegia och familjen mätare. Inga underarter finns listade i Catalogue of Life.